# Држ'те лопова
Држ'те лопова (енгл. To Catch a Thief) је амерички љубавни трилер филм из 1955. године, режисера Алфреда Хичкока, по сценарију Џона Мајкла Хејза који је заснован на истоименом роману Дејвида Доџа из 1952. године. Главну улогу тумачи Кери Грант као пензионисани провалник који мора да спасе своју реформисану репутацију тако што ће ухватити преваранта који плени богате туристе (укључујући ћерку богате удовице, коју игра Грејс Кели) са француске ривијере.

## Радња
Полиција сумњичи пензионисаног крадљивца драгуља Џона „Мачора” Робија за низ провала на француској ривијери. Када дођу у његову вилу на врху брда да га испитају, он им бежи и упућује се у ресторан у власништву његовог пријатеља Бертанија. Особље ресторана чине чланови Робијеве старе банде, који су пуштени на условну слободу због свог учешћа у француском покрету отпора током Другог светског рата. Они су љути на Робија јер су сви под сумњом док год је нови Мачор активан. Када полиција стигне у ресторан тражећи Робија, Фусарова ћерка га одводи на сигурно; Данијела је млада жена која га јако воли.
Роби схвата да може доказати своју невиност тако што ће ухватити новог Мачора на делу. Он тражи помоћ од осигуравача, Х. Х. Хјусона, који му невољно открива списак власника најскупљег накита тренутно на ривијери. Америчке туристкиње Џеси Стивенс, богата удовица, и њена ћерка Френсис су на врху листе. Роби склапа пријатељство са њима. Френсис у почетку глуми повученост, али на крају током ноћи пољуби Робија пре него што се повуче у своју собу.
Дан касније, Френсис позива Робија на купање на плажи, где Роби налеће на Данијелу. И даље се претвара да је богат амерички туриста, упркос Данијелиним љубоморним замеркама о његовом интересовању за Френсис. Френсис одлази са Робијем на „пикник” до виле у коју Роби сумња да би нови Мачор могао да провали. Френсис открива да зна Робијев прави идентитет. Он то у почетку пориче, али јој признаје те вечери када га она позове у своју собу да гледају ватромет, након чега се страствено љубе.
Следећег јутра, Џеси открива да су њени драгуљи нестали. Френсис оптужује Робија да ју је искористио за одвраћање пажње како би могао да украде накит њене мајке. Позвана је полиција, али док стигну до Џесине собе, Роби је нестао.
Касније током ноћи, Роби посећује имање када га нападне непознати нападач. Други нападач подиже кључ и чини се да удара Робија, који пада са зида имања у воду. Али када полиција дође до леша у води, испоставља се да је то Фусар, један од запослених у Бертанијевом ресторану.
Шеф полиције јавно објављује да је Фусар био крадљивац драгуља, али, како Роби приватно истиче у присуству збуњеног Хјусона, то би било немогуће јер је Фусар имао дрвену ногу и није могао да се пење на кровове.
Фусарова сахрана је прекинута Данијелином гласном оптужбом да је Роби одговоран за смрт њеног оца. Изван гробља, Френсис се извињава Робију и признаје му љубав. Роби тражи од Френсис да среди његово присуство на отменом маскенбалу, где верује да ће Мачор поново ударити.
Роби прати Френсис на бал обучен као маскирани Мавар. Полиција је на опрезу у близини. На спрату, провалник у тишини празни неколико кутија за драгуље. Када се Џеси обрати Мавру са „Џон” и замоли га да оде по њене „таблете за срце”, полиција схвата ко је то заправо. По повратку маскираног Мавра, полиција чека док он и Френсис плешу заједно целу ноћ. Када маскирани Мавар и Френсис оду у њену собу, он скида маску: испоставља се да је то био Хјусон, који је заменио места са Робијем да би прикрио Робијев излазак.
Роби вреба на крову, а његово стрпљење је коначно награђено када угледа фигуру у црном. Међутим, тек што почне његова потера, полиција усмерава рефлекторе на њега и захтева да стане. Он бежи док пуцају на њега, али ипак успева да сатера свог непријатеља у ћошак са драгуљима у руци. Непријатељ није маскиран и испоставља се да је то Данијела. Она губи ослонац на крову, али је Роби хвата за руку пре него што је успела да падне. Док му она виси у рукама, он је приморава да призна све полицији, као и да је Бертани био вођа ове банде.
Роби јури назад у своју вилу, а Френсис га прати да би га убедила да јој је место у његовом животу. Он се слаже, али изгледа мање него одушевљено када она каже: „Мајци ће се свидети овде горе.”

## Улоге
| Глумац           | Улога              |
| ---------------- | ------------------ |
| Кери Грант       | Џон Роби („Мачор”) |
| Грејс Кели       | Френсис Стивенс    |
| Џеси Ројс Ландис | Џеси Стивенс       |
| Џон Вилијамс     | Х. Х. Хјусон       |
| Шарл Ванел       | Бертани            |
| Брижит Обер      | Данијела Фусар     |
| Жан Мартинели    | Фусар              |
| Жоржет Анис      | Жермен             |
| Рене Бланкар     | комесар Лепик      |

## Продукција
Држ'те лопова је био први редитељев филм (од укупно пет) снимљен за широки екран резолуцијом VistaVision, и последњи од три Хичкокова филма са Грејс Кели. Филм је обележио његову претпоследњу сарадњу са Керијем Грантом; последњи пут су радили заједно на филму Север-северозапад (1959). Тај филм такође прати човека са замењеним идентитетом који креће у опасну авантуру да докаже своју невиност.
Костиме је израдила Едит Хед, укључујући Келину незаборавну златну хаљину од ламеа коју је носила у сцени са маскенбалом.
Аутомобил који је возила Грејс Кели био је металик плави Sunbeam Alpine Mk I из 1953. године.

### Локације
Филм је углавном сниман у студију Paramount у Холивуду, као и на локацији на Приморским Алпима у југоисточној Француској, на обали Средоземног мора. Ово укључује одмаралишта у Кану, Ници, Вилфранш-сур-Меру и Сен Жанеу.
Пресудно за успех филма у снимању на лицу места било је присуство менаџера јединице продукције К. О. „Дока” Ериксона. Стекао је репутацију за свој рад на претходним Paramount филмовима који су се ослањали на велику количину снимака локација као што су Шејн (1953) и Тајна Инка (1954). Ериксон је темељно истражио логистику снимања на југу Француске и комуницирао са Билом Мулом, менаџером продукције филма Изгубљени мали дечак (1953).

## Дистрибуција
Држ'те лопова је једини Хичкоков филм који је објавио Paramount Pictures, а да је и даље у власништву и под контролом компаније. Остали су продати Хичкоку почетком 1960-их и тренутно их дистрибуира Universal Studios.

## Пријем
Филм је добио помешане критике критичара, при чему су неки уживали у главним улогама Гранта и Кели, као и у окружењу француске ривијере, док су остали изразили разочарење због мањка неизвесности у поређењу са ранијим Хичкоковим филмовима.
Босли Краутер из новина The New York Times написао је у позитивној рецензији да филм „делује у потпуности као хит у старом Хичкоковом стилу... Господин Грант и госпођица Кели раде величанствено, посебно у једној лукавој сцени завођења”. Variety је написао да, иако филм „није део неизвесности која се обично повезује са именом Алфред Хичкок”, био је „снажан на сценографији и глуми” иако је имао „неке слабости заплета и није био тако гладак у расплету као што се може очекивати од више 'А' презентације.”
Harrison's Reports је написао: „Алфред Хичкок није дао овој акцији онолико неизвесности колико би се очекивало на филму коју је он продуцирао и режирао; ипак, ово је прича о некадашњем пљачкашу драгуља који покушава да утврди своју невиност хватањем лопова који је користио његову технику; стегнута је и брза, и стално нуди драматичне и комичне догађаје.” Ричард Л. Коу из The Washington Post-а назвао га је „једном од оних луксузних филмова у којима сви живе беспослено у величанственом луксузу на француској ривијери, изгледају дивно, причају забавно и нису забринути за транзитне ударе или урагане. Свидео ми се сваки минут тога.”
Филип К. Шојер из Los Angeles Times-а је такође био позитиван, називајући Гранта и Кели „идеалним за романтичне улоге”, а дијалоге „храбрим, али дивним”, додајући: „Изнад свега, ту је чаролија француске ривијере — лења, опуштена ствар која је очигледно очарала редитеља колико и публику у меким, очаравајућим нијансама својих Technicolor и VistaVision резолуција.”
Џон Макартен из The New Yorker-а критиковао је филм као „филм Алфреда Хичкока због којег се запитате шта се десило човеку... Као наследница, Грејс Кели је веома лепа. Она, вероватно, не покушава да глуми”. The Monthly Film Bulletin је писао: „Чак и хумористичком трилеру је потребно знатно више у виду обичног узбуђења и напетости него што то пружа Држ'те лопова, а Хичкокова прослављена навика да изводи трикове са публиком... изгледа као лоша замена за праву ствар.”
The Guardian је филм назвао „потпуним разочарењем”, пишући да је Хичкок „толико пропао да се може само запитати да ли, у овој причи о пљачки високе класе на Азурној обали, није сасвим напустио своју приврженост напетости. Свакако, елемент мистерија у овом филму је изузетно слаба; разоткривање главног злочинца, што је врхунац приче, долази благо као хлеб и млеко.”
Франсоа Трифо је написао: „Држ'те лопова у потпуности задовољава све [Хичкокове] фанове — најснобовскије и најобичније — и још увек успева да буде један од најциничнијих филмова које је Хичкок икада снимио.”
На сајту Rotten Tomatoes филм има рејтинг одобравања од 96% на основу 50 рецензената, са просечном оценом 8,00/10, уз консензус критичара који гласи: „Повремено може бити крив због ослањања на чист шарм, али Држ'те лопова то има у пику − као и пар савршено усклађених звезда у виду Керија Гранта и Грејс Кели.”

## Награде
Роберт Беркс је освојио Оскара за најбољу фотографију, док су Хал Переира, Џозеф Макмилан Џонсон, Самјуел М. Комер и Артур Крамс били номиновани за најбољу уметничку режију, а Едит Хед за најбољу костимографију.
Амерички филмски институт је 2002. године сместио овај филм на 46. место листе 100 година АФИ-ја... 100 љубавних прича.

## Адаптације
У мају 2018. објављено је да се Viacom спремао да адаптира овај филм као телевизијску серију на шпанском језику. Серија је објављена је у октобру 2019. под називом Atrapa a un ladrón.